# St. Laurentius (Strullendorf)

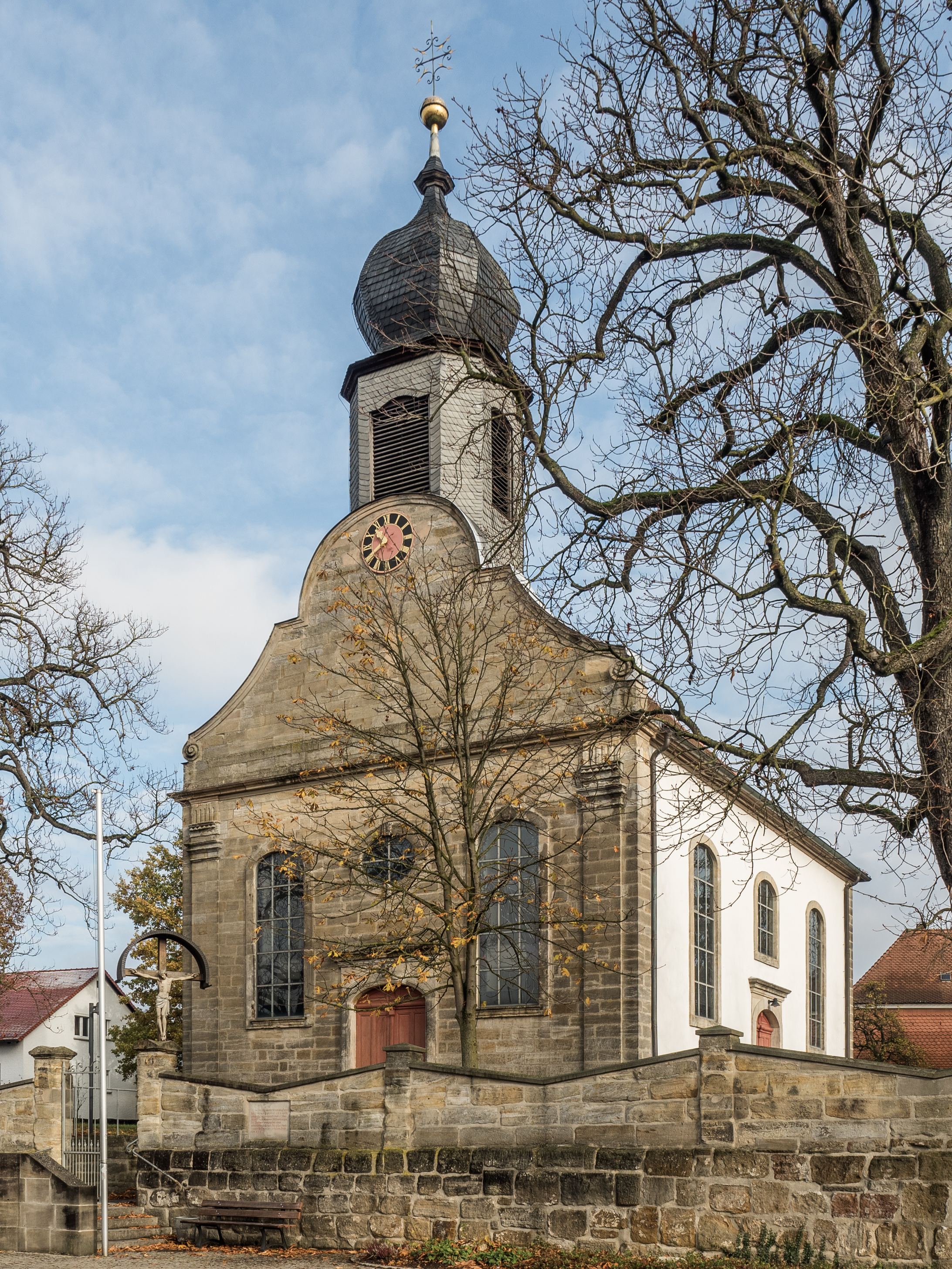
St. Laurentius (Strullendorf)

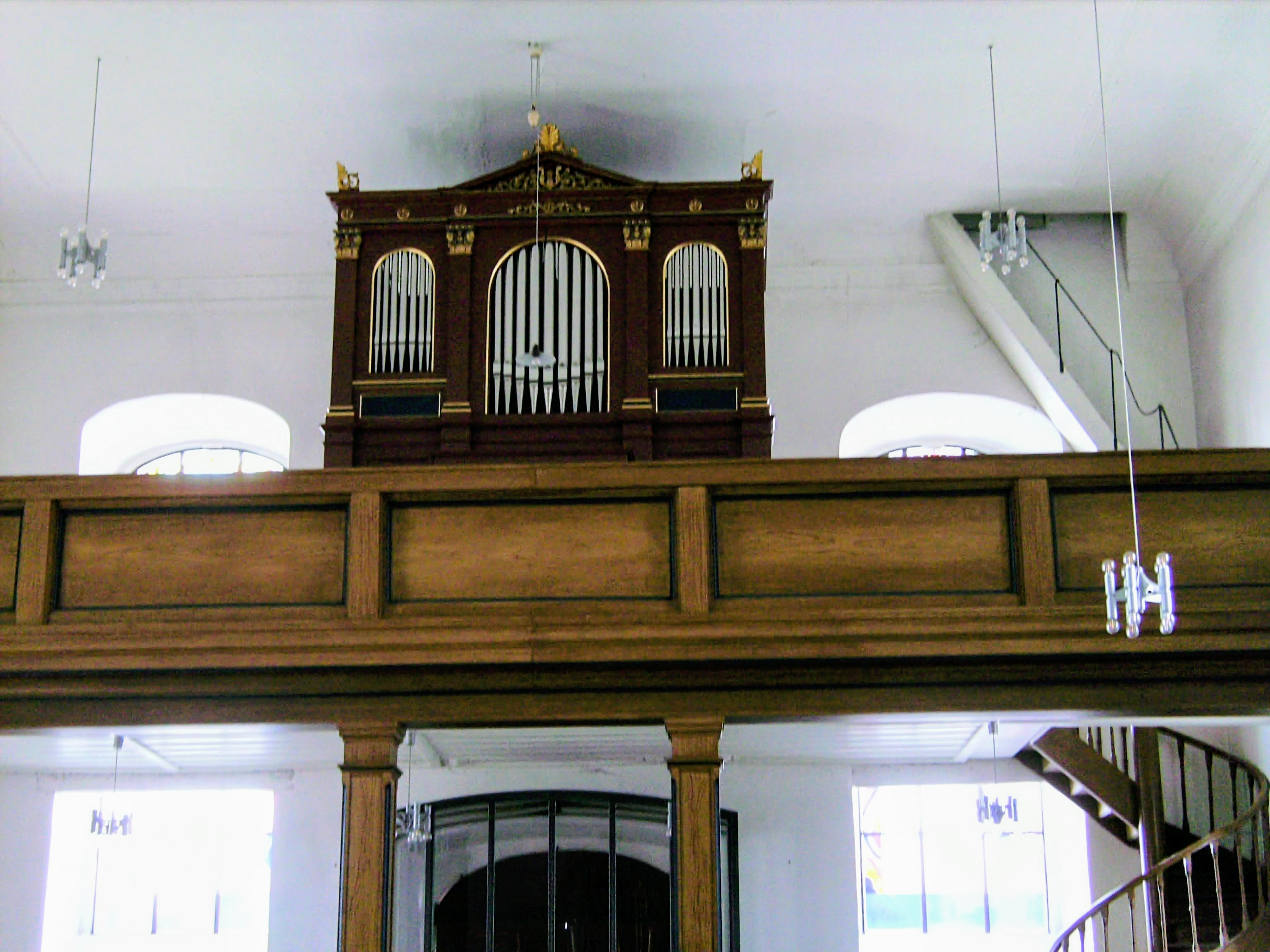
Steinmeyer-Orgel

Die römisch-katholische, ehemalige Pfarrkirche des Erzbistums Bamberg St. Laurentius steht in Strullendorf, einer Gemeinde im oberfränkischen Landkreis Bamberg in Bayern. Das Anfang des 18. Jahrhunderts errichtete Gotteshaus steht unter Denkmalschutz. Im Jahr 1966 wurde die neue Pfarrkirche St. Paul im Kalterfeld geweiht. Die Laurentiuskirche war verwaist und wurde erst ab 1997 wieder regelmäßig genutzt.

## Beschreibung
Die erste Pfarrkirche Unsrer Lieben Frau wurde 1444 errichtet und 1633 durch schwedische Truppen in Brand gesetzt und schwer beschädigt. Ein Neubau war bis 1651 entstanden. Diesen zerstörte 1896 ein von französischen Truppen gelegtes Feuer.
Im Jahr 1805/1806 errichtete Baumeister Stark aus Pommersfelden St. Laurentius als neue Pfarrkirche nach Plänen von Johann Lorenz Fink. Die Saalkirche besteht aus einem Langhaus mit drei Fensterachsen, aus dessen Satteldach sich Nahe der Fassade im Südwesten ein achteckiger, schiefergedeckter Dachreiter mit einer Zwiebelhaube erhebt, der den Glockenstuhl beherbergt, und einem eingezogenen, dreiseitig geschlossenen Chor im Nordosten. Die Fassade aus Quadermauerwerk hat einen Volutengiebel, in dem sich das Zifferblatt der Turmuhr befindet.
Zur Kirchenausstattung gehört eine von Friedrich Theiler gestaltete Vespergruppe. Mehrere Statuetten der vierzehn Nothelfer stammen aus dem Dominikanerkloster Bamberg. Die Orgel mit elf Registern auf einem Manual und Pedal wurde 1880 von G. F. Steinmeyer & Co. erbaut.